# 普雷里龍德鎮區 (密歇根州)
普雷里龍德鎮區（英語：Prairie Ronde Township）是位於美國密歇根州卡拉馬祖縣的一個行政鎮區。

## 地方資料
普雷里龍德鎮區的面積為94.40平方千米，當中陸地面積為92.80平方千米，而水域面積為1.60平方千米。根據2020年美國人口普查的數據，當地共有人口2369人，而人口密度為每平方千米25.1人。